# Mörkatjärnen (Sätila socken, Västergötland)
Mörkatjärnen är en sjö i Marks kommun i Västergötland och ingår i Rolfsåns huvudavrinningsområde.